# Hermacha nigromarginata
Hermacha nigromarginata är en spindelart som beskrevs av Embrik Strand 1907. Hermacha nigromarginata ingår i släktet Hermacha och familjen Nemesiidae. Inga underarter finns listade i Catalogue of Life.